# Frostbite (album)
| Recensione              | Giudizio |
| ----------------------- | -------- |
| AllMusic                |          |
| Robert Christgau        | B+       |
| Dizionario del Pop-Rock |          |

Frostbite è un album in studio del chitarrista e cantante blues statunitense Albert Collins, pubblicato dalla Alligator Records nell'agosto del 1980.

## Tracce

### LP (1980, Alligator Records, AL-4719)
Lato A (AL-4719-A)
1. If You Love Me Like You Say – 4:07 (Little Johnny Taylor)
2. Blue Monday Hangover – 5:35 (Deadric Malone, Gilbert Caple)
3. I Got a Problem – 4:34 (Gene Barge, Jesse Anderson)
4. The Highway Is Like a Woman – 5:04 (Joe James, Percy Mayfield)

Durata totale: 19:20
Lato B (AL-4719-B)
1. Brick – 4:35 (Johnnie Morrisette)
2. Don't Go Reaching Across My Plate (cantato) – 3:44 (Oscar Wills)
3. Give Me My Blues – 4:13 (Albert Collins)
4. Snowed In – 9:12 (Albert Collins)

Durata totale: 21:44

## Formazione

### Gruppo
- Albert Collins – chitarra, voce
- Marvin Jackson – chitarra
- A.C. Reed – sassofono, arrangiamento strumenti a fiato
- Allen Batts – tastiere
- Johnny "Be Goode" Gayden – basso
- Casey Jones – batteria, arrangiamento strumenti a fiato

### Altri musicisti
- Paul Howard – tromba
- Jerry Wilson – sassofono tenore, arrangiamento strumenti a fiato
- Bill MacFarland – trombone
- Henri Ford – sassofono baritono

### Produzione
- Bruce Iglauer, Dick Shurman e Casey Jones – produzione
- Gwendolyn Collins – assistente speciale alla produzione
- Registrazioni effettuate al Curtom Studios di Chicago, Illinois (Stati Uniti)
- Fred Breitberg – ingegnere delle registrazioni
- Eddie B. Flick – assistente ingegnere delle registrazioni
- Ross & Harvey/Chicago – design copertina album originale
- Jim Matusik – foto copertina album originale[5]